# Tigalalu
Tigalalu je dlouhodobě nečinná sopka na indonéském ostrově Kayoa v Moluckém moři. V rámci ostrova leží v severní části a její vrchol dosahuje výšky 422 m. Kdy došlo k poslední erupci, není známo. Odhady hovoří o holocénu.